# Еврейска полиция
Еврейската полиция (на немски: Judischer Ordnungsdienst) е орган за поддържане на реда сред евреите в Нацистка Германия и окупираните от нея територии по време на Втората световна война.
Към всяко еврейско гето по време на военната интервенция на изток на Вермахта е инициирано създаването на структури на еврейската полиция по предложение на заместника на Адолф Айхман – Алойс Брунер, хаупщурмбанфюрер от СС. Създаването на еврейската полицията започва в Берлин, откъдето челния опит се предава в гетата и лагерите на изток. Съществува в годините 1939 – 1944 г. Официално начело на еврейската полиция са членове на Юденрата – еврейските съвети, които са орган за самоуправление на гетата.
Като командир на еврейската полиция във Варшавското гето е назначен бившия полковник от полската довоенна полиция и покръстен етнически евреин – Йозеф Шерински.

## Въоръжение
Обикновено еврейската полиция не е била въоръжена с огнестрелно оръжие, като членовете ѝ са могли да носят полицейски палки. Въпреки това, някои служители на еврейската полиция са били въоръжени и с огнестрелно оръжие, което им е разрешено от германските военни власти за постоянно носене. Огнестрелни оръжия са били набавяни за служителите на еврейската полиция по време на запас и за караулна служба по опазване на значими обекти и при нощни смени. Въоръжението на еврейската полиция е включвало и ръчни гранати. 

## Правомощия
Полицейските функции на еврейската полиция са се изразявали в 3 направления:
1. изпълнение на немски заповеди получени чрез Юденрата или директно от окупационните органи;
2. изпълнение на разпореждания на Юденрата при осъществяване на правомощията му, примерно за събиране на контрибуции;
3. за осигуряване на вътрешнообщностни нужди и потребности на еврейските гета като патрулиране и охрана на обществения ред по улиците в гетата, както и за охрана на пропускателните пунктове (вход и изход) на гетата.

Еврейската полиция осигурява и събирането на контрибуции, глоби, данъци, извършва принудителна конфискация на имущество, събира подлежащите на принудителен труд, издирва, залавя и арестува участниците във въоръжени нападения, конвоира евреите до местата за полагане на принудителен труд (лагери) и местата за изпълнение на наказания, осигурява проследяване и разкриване на партизани и техните съучастници. Това често се е налагало понеже членовете на еврейската полиция са били добри конспиратори или са имали връзки с подземния свят в гетата. Сред еврейските полицаи е имало доста агенти на Гестапо.
Еврейската полиция също така е отговаряла за поддържането на реда и чистотата на обществените места в гетата и е противодействала срещу организираната еврейска престъпност.
Понякога еврейската полиция е участвала и в екзекуции.  Съдбата на дейците на еврейската полиция буди редица противоречиви мнения понеже някои нейни членове заподозрени или обвинени в нелоялност стават жертви на Холокоста, а други са били арестувани от НКВД и осъдени за сътрудничество с нацистите.  Въпреки всичките тези съдби на служители на еврейската полиция, някои бивши членове на еврейската полиция след войната емигрират в Израел и в продължение на много години успяват да получават обезщетения като жертви на нацизма.

## Състав
Еврейската полиция във Варшавското гето е наброявала около 2500 души, в Лодз – 1200 души, в Лвов – 500 души, а във Вилнюс – 250.  След войната в проява на особена жестокост към сънародниците си са обвинени служителите от подразделението на Еврейската полиция към лагера Вестерборк (Нидерландия), които активно сътрудничели на нацистите и не се различавали от тях в жестокостта си към затворниците. Това подразделение се състояло от евреи от Холандия и други европейски страни от Централна Европа. 